# 道の駅錦秋湖
道の駅錦秋湖（みちのえき きんしゅうこ）は岩手県和賀郡西和賀町にある国道107号の道の駅である。愛称はオアシスR107。

## 概要
湯田ダムのダム湖である錦秋湖の湖畔にある道の駅で、株式会社西和賀産業公社が経営している。駅内の物産館では地元の特産品が販売されており、またレストランでは地元特産品を使った料理が振る舞われている。

## 沿革
- 2000年（平成12年）
  - 8月18日 - 道の駅に登録。
  - 10月14日 - 開業。
- 2015年（平成27年）
  - 3月29日 - 土砂災害のため休館[1]。
  - 11月28日 - 復旧して再開[1]。
- 2021年（令和3年）
  - 5月1日 - 国道107号（西和賀町・天ケ瀬地区）で災害が発生し道路が通行止めとなる。
  - 5月2日 - 上記の災害発生により、トイレと休憩室を除いた施設が休止[2]。
- 2022年（令和4年）
  - 4月1日 - トイレなどを含めたすべての施設において、一時閉鎖[3]。
  - 11月30日 - 通行止区間の仮橋開通に伴い、営業再開[4][5]。

## 施設
- 駐車場
  - 普通車：65台
  - 大型車：10台
  - 身障者用：3台
- トイレ（いずれも24時間利用可能）
  - 男：大 2器、小 7器
  - 女：7器
  - 身障者用：1器
- 物産館
- 東屋
- 休憩コーナー
- レストラン（10:30 - 20:30、12月 - 3月 18:00迄ラストオーダー20:00、12月 - 3月 17:30）
- 小公園
- 展望台
- 道路情報コーナー
- 観光情報コーナー

## 休館日
- 無休

## 道路
- 国道107号

## 周辺
- 錦秋湖
- 湯田ダム
- 氷島神社